# Carla Pulpón
Carla Fernández Pulpón es una actriz de teatro y televisión española, especializada en obras infantiles y musicales. Es conocida por interpretar a Mapi, un personaje animado por ordenador de RTVE y a Jing Jing, del programa Cuentos chinos de Telecinco. En 2023 copresentó la gala especial del programa Un, dos, tres... responda otra vez.

## Biografía y carrera
Realizó estudios de danza. Fue elegida para el papel protagonista de la obra infantil La calabaza de pipa, interpretado tradicionalmente por Lina Morgan. En una entrevista para El Español, afirmó ser aficionada de la actriz. Fue la presentadora del programa Panda y la Nave de Cartón, emitido en Canal Panda.
En el circo Price 2020, de la productora Perfordance, interpretó a Cometa «la estrella bajita, cantarina, pizpireta, que baila, canta y bromea». Esta interpretación cuenta con su propio universo teatral a través de títulos como La vuelta al mundo de Cometa y El retorno de Cometa. En 2022 fue la encargada de dar vida a Mapi, una niña de 5 años animada por ordenador y que da nombre a un programa de concursos español transmitido desde el verano de 2022 hasta finales de año.
Desde septiembre de 2023 hasta finales de año interpretó a Jing Jing, la gata leona de Usera que acompaña a Jorge Javier Vázquez en su programa Cuentos Chinos, encargándose de hacer preguntas incómodas a los invitados a través de picantes galletas de la suerte. El 19 de octubre de 2023 fue junto a TheGrefg copresentadora de la gala especial del mítico programa Un, dos, tres... responda otra vez.